# Deione
Deione is een geslacht van spinnen uit de  familie van de wielwebspinnen (Araneidae).

## Soorten
- Deione lingulata Han, Zhu & Levi, 2009
- Deione ovata Mi, Peng & Yin, 2010
- Deione renaria Mi, Peng & Yin, 2010
- Deione thoracica Thorell, 1898